# کرولووک
کرولووک (به لهستانی:  Królówek) یک روستا در لهستان است که در گمینا کراسنوپول واقع شده‌است.